# 铁树斜街
39°53′35″N 116°23′18″E / 39.8931184°N 116.3884383°E
铁树斜街是位于北京市西城区南部的一条胡同。

## 简介
铁树斜街东北接大棚栏西街，西南接五道街。该街长551米，宽8米，沥青路面。该街原来为排水沟，清朝成街，称为“李铁锅斜街”，因此街中的一位姓李的铁匠而得名；后来改名为“李铁拐斜街”。1965年北京市整顿地名，什官巷、棚铺夹道并入，并改名“铁树斜街”。
铁树斜街与附近的杨梅竹斜街、櫻桃斜街、棕树斜街（原名王广福斜街）都是人走出来的。元朝灭金朝后，元朝政府放弃金中都城，在金中都城东北面另建元大都城。金中都城的施仁门（位于今虎坊桥西侧）内的丁字街（位于今菜市口附近）是一个繁华市场。新建的元大都城的商业尚没有发展起来，所以大都城内的百姓很多都到中都城购买所需物品。出大都城丽正门（今正阳门）向西南到丁字街，逐渐被百姓们走出一条从东北向西南的道路，便是这些斜街的来历。
铁树斜街沿街多为平房住宅。有北京历史上最早的女浴池“润身女浴所”（1980年代名为“清江浴池”)。